# Ян Пурвінський
Ян Пурвінський (пол. Jan Purwiński [ян пурвіньскі]; 19 листопада 1934, с. Долна, біля м. Ілуксте, Латвія — 6 квітня 2021, Житомир, Україна) — єпископ-ординарій Києво-житомирської дієцезії Римо-Католицької Церкви (1991—2011).

## Біографія
19.11.1934 Народився у с. Долна Ілікштанського повіту (Латвія) у польській родині .
01.09.1956 Поступив до Ризької Вищої Духовної Семінарії
1960 Висвячений на диякона
13.04.1961 Висвячений на священика у Ризі єпископом Петрасом Мієжалісом
08.06.1961 Вікарій парафії у Даугавпілс
21.04.1977 Адміністратор парафії в Балбінаве і віце-адміністратор парафії у Краслві
25.07.1977 Вікарій єпископа України і Молдови
16.01.1991 Призначений єпископом дієцезійним (ординарієм) Житомирської дієцезії
04.03.1991 Консекрований архієпископом Франческо Колясуоно (співконсекратори — єпископ Вільгельм Нюкш з Риги та єпископ Тадей Кондрусевич з Гродна) у Житомирі.
09.03.1991 Інгрес до Житомирської катедри
25.11.1998 Призначений єпископом-ординарієм Києво-Житомирської дієцезії
05.11.2008 Голова Комісії Кліру та Священицьких Покликань
15.06.2011 Папа Бенедикт XVI прийняв відставку єпископа Яна Пурвінського, з посади ординарія Києво-Житомирської дієцезії Римо-Католицької Церкви в Україні, у зв'язку з досягненням ним пенсійного віку. Його наступником став архієпископ Петро Геркуліан Мальчук

## Почесні звання
Почесний громадянин міста Житомир.